# Global and Planetary Change
Global and Planetary Change es una revista científica mensual revisada por pares que cubre la investigación de las ciencias de la tierra, en particular la relativa a los cambios en aspectos como el nivel del mar y la composición química de la atmósfera. La publica Elsevier desde su creación en 1989. Los editores jefe son S.A.P.L. Cloetingh (Universidad de Utrecht), T.M. Cronin (Servicio Geológico de los Estados Unidos), K. McGuffie (Universidad Tecnológica de Sídney) y H. Oberhänsli (Museo de Historia Natural de Berlín). Según el Journal Citation Reports, la revista tiene un factor de impacto en 2012 de 3,155, lo que la sitúa en el noveno puesto de 45 revistas de la categoría "Geografía, Física".
Según SCI Journal el factor de impacto actual (2022) es de 5,114.